# Fútbol Joven de O'Higgins de Rancagua
La Cantera del club Club Deportivo O'Higgins está considerada como una de las más importantes en Chile junto a las de Huachipato y Universidad Católica, ya que ha formado desde mediado de la década de los sesenta a jugadores de la talla de Jaime Riveros, Gabriel Mendoza, Nelson Tapia, Fernando Cornejo, Moisés Ávila, Alejandro Osorio, Aníbal González, Clarence Acuña, Mario Núñez, Jaime González, Mauricio Dinamarca, más adelante en el tiempo, Benjamin Vidal, César Fuentes, Nicolás Vargas, Cristián Cuevas, Tomás Alarcón, Juan Fuentes, Matías Belmar.
El fútbol joven de O'Higgins participa en las Competencias del Fútbol Joven de Chile, de la Asociación Nacional de Fútbol Profesional. donde igual que el equipo profesional de O'Higgins ha ganados los torneos nacionales de distintas categorías del Fútbol Joven de Chile.

## Lugar de entrenamiento
Las divisiones inferiores del Club Deportivo O'Higgins, entrenan actualmente en el Monasterio Celeste.

## Escuelas de Fútbol
El Fútbol Joven del club representa una de nuestras prioridades, ya que O’Higgins ha sido concebido como una institución eminentemente formadora y creemos que en los niños de la región está el futuro deportivo de nuestro equipo.
Un equipo multidisciplinario de profesionales, encabezados por el jefe técnico de las divisiones inferiores, trabajan arduamente en su implementación. Desarrollan una labor formativa que incluye entrenamientos durante la semana y la participación en diversas competencias los fines de semana.
Este proyecto, de gran importancia para la institución de los celestes, ha incluido la creación de varias escuelas de fútbol en ciudades diferentes a Rancagua, la conformación de equipos competitivos, desde la sub-8 a la sub-19. Asimismo, se define un trabajo especial y diferenciado con el denominado Grupo Selectivo de Proyección en el que se incluyen los talentos pertenecientes a las series desde la sub-15 a la sub-17.
El Club Deportivo O'Higgins tiene actualmente tiene escuelas de fútbol en diversos lugares de Chile gracias a la franquicia O'Higgins FC.

## Categoría

### Fútbol Joven
- Sub-21 (Proyección)
- Sub-18
- Sub-17
- Sub-16
- Sub-15

### Fútbol Infantil
- Sub-14
- Sub-13
- Sub-12
- Sub-11
- Sub-10
- Sub-9
- Sub-8

## Palmarés

### Torneos nacionales
- Categoría Sub-21 (2): Apertura 2022, Apertura 2024
- Categoría Sub-18 (1): 2021
- Categoría Sub-17 (1): Apertura 2016
- Categoría Sub-16 (1): Apertura 2023
- Categoría Sub-15 (3): Apertura 2014, Clausura 2014, Apertura 2023
- Categoría Sub-14 (1): Apertura 2023
- Categoría Sub-13 (3): Clausura 2012,  Clausura 2014,  Clausura 2016
- Categoría Sub-12 (1): 2010
- Copa Chile Sub-18 (2): 2009, 2011

#### Subcampeonatos
- Categoría Sub-21 (1): Apertura 2023
- Copa Chile Sub-17 (1): 2009
- Categoría Sub-13 (1): Apertura 2014
- Categoría Sub-14 (2):  Apertura 2012, Apertura 2014
- Categoría Sub-15 (1): Clausura 2011
- Categoría Sub-10 (1): Clausura 2012

### Torneos internacionales
- Globe Cup (Milk Cup) (1): 2015
- Milk Cup (1) 2016

#### Subcampeonatos
- Milk Cup (1): 2013